# Elezioni presidenziali in Egitto del 2018
Le elezioni presidenziali in Egitto del 2018 si sono tenute tra il 26 e il 28 marzo; gli egiziani all'estero hanno votato tra il 16 e il 18 marzo.
Il 19 gennaio 2018 il presidente uscente Abdel Fattah al-Sisi annunciò ufficialmente che si sarebbe candidato per un secondo ed ultimo mandato.
Le elezioni sono state ritenute come "ridicole" da 14 organizzazioni, le quali hanno denunciato che le autorità "hanno calpestato anche i requisiti minimi necessari per un'elezione libera e senza brogli", soffocando le libertà di base ed eliminando gli sfidanti di rilievo di al-Sīsī.
Al-Sīsī è risultato vincitore con il 97% dei voti; l'affluenza è stata del 41,5%.

## Risultati
| Abdel Fattah al-Sisi  | Indipendente       | 21 835 387 | 97,08 |  |  |  |  |  |
| Moussa Mostafa Moussa | Partito del Domani | 656 534    | 2,92  |  |  |  |  |  |
| Totale                | Totale             | 22 491 921 | 100   |  |  |  |  |  |
|                       |                    |            |       |  |  |  |  |  |
| Voti non validi       | Voti non validi    | 1 762 231  | 7,27  |  |  |  |  |  |
| Votanti               | Votanti            | 24 254 152 | 41,05 |  |  |  |  |  |
| Elettori              | Elettori           | 59 078 138 |       |  |  |  |  |  |